# Ball Peak
Der Ball Peak ist ein 1700 m hoher Berg im ostantarktischen Viktorialand. In der Asgard Range des Transantarktischen Gebirges ragt er am Kopfende des Loftus-Gletschers in einer Entfernung von 1,1 km südwestlich des Mount McLennan in der Umgebung des Mount Hall und des Harris Peak auf.
Das New Zealand Geographic Board benannte ihn 1998 nach dem neuseeländischen Bergsteiger Gary Ball (1953–1993), der unter anderem von 1976 bis 1977 als Überlebenstrainer auf der Scott Base und für die GANOVEX I (1979–1980) tätig war.